# Jordan Müller
Jordan Müller (* 11. August 2006) ist ein deutscher Basketballspieler.

## Werdegang
Müller durchlief seine Basketballausbildung zunächst in den Nachwuchsabteilungen des BBC Montabaur und der SG Lützel-Post Koblenz. 2020 kam er nach Ulm und wurde in der Jugend von Ratiopharm Ulm gefördert.
Im Oktober 2022 gab Müller seinen Einstand in der Mannschaft OrangeAcademy (2. Bundesliga ProB), in der die Ulmer begabte Nachwuchsspieler an höhere Aufgaben heranführen. Zu seinem ersten Einsatz für die Herrenmannschaft von Ratiopharm Ulm in einem Pflichtspiel kam Müller im Oktober 2024 im europäischen Wettbewerb Eurocup. Im Februar 2025 gab er seinen Einstand in der Bundesliga und wurde im weiteren Verlauf der Saison 2024/25 mit der Mannschaft Zweiter der deutschen Meisterschaft.
Zur Saison 2025/26 wechselte Müller an die California Baptist University in die Vereinigten Staaten.

### Nationalmannschaft
Im April 2024 gewann Müller mit der deutschen U18-Nationalmannschaft Bronze beim Albert-Schweitzer-Turnier. Im selben Jahr wurde er U18-Europameister. Bei der U19-Weltmeisterschaft im Sommer 2025 stand er mit der deutschen Auswahl im Endspiel, in dem man den Vereinigten Staaten unterlag.